# Once Upon the Cross
Once Upon the Cross – album studyjny album amerykańskiej grupy deathmetalowej Deicide. Wydany został 1995 roku nakładem wytwórni muzycznej Roadrunner Records.
Sample w utworach „Once Upon the Cross” i „Trick Or Betrayed” zostały zaczerpnięte z filmu Ostatnie kuszenie Chrystusa (1988) w reżyserii Martina Scorsese.

## Lista utworów
Opracowano na podstawie materiału źródłowego.
1. „Once Upon The Cross” (muzyka: Deicide; słowa: Benton) – 3:35
2. „Christ Denied” (muzyka: Deicide; słowa: Benton) – 3:39
3. „When Satan Rules His World” (muzyka: Deicide; słowa: Benton) – 2:55
4. „Kill The Christian” (muzyka: Deicide; słowa: Benton) – 2:58
5. „Trick Or Betrayed” (muzyka: Deicide; słowa: Benton) – 2:24
6. „They Are The Children Of The Underworld” (muzyka: Deicide; słowa: Benton) – 3:12
7. „Behind The Light Thou Shall Rise” (muzyka: Deicide; słowa: Benton) – 2:57
8. „To Be Dead” (muzyka: Deicide; słowa: Benton) – 2:39
9. „Confessional Rape” (muzyka: Deicide; słowa: Benton) – 3:53

## Twórcy
Opracowano na podstawie materiału źródłowego.
| - Glen Benton – gitara basowa, wokal prowadzący - Eric Hoffman – gitara rytmiczna, gitara prowadząca - Brian Hoffman – gitara rytmiczna, gitara prowadząca - Steve Asheim – perkusja | - Scott Burns – inżynieria dźwięku, miksowanie, produkcja muzyczna - George Marino – mastering - Trevor Brown – okładka, oprawa graficzna - Alex McKnight – zdjęcia |